# Symphony Soldier
Symphony Soldier es el segundo álbum de estudio de la banda americana The Cab. Fue lanzado el 23 de agosto de 2011 como continuación de su primer álbum Whisper War en 2008.
El primer sencillo del álbum, "Bad", fue lanzado en iTunes el 11 de julio de 2011 y fue anunciado por la banda el 18 de julio; un vídeo musical fue lanzado más tarde. El álbum recibió elogios de la crítica, AbsolutePunk dio una opinión positiva con una calificación de 95%, llamando al álbum una "obra maestra".La carátula del álbum fue revelada el 19 de julio.
Ian Crawford, exguitarrista principal del grupo, tocó la guitarra para el álbum. Con la mayor parte de la música y letras escritas por miembros de la banda con artistas invitados, entre los que se incluyen Pete Wentz y John Feldmann (coescribieron Grow Up and Be Kids) y Bruno Mars (escribió Endlessly).

## Realización
El álbum fue lanzado originalmente de forma independiente tras la salida del grupo del patrocinio de Fueled by Ramen yDecaydance. The Cab financió todo el álbum, con el vocalista Alexander DeLeon tuiteando "Que pagamos por nuestra propia cuenta y rehusamos aceptar un no por respuesta".
Los pedidos anticipados estaban disponibles en la tienda web de la banda, el único lugar donde el disco físico se podía comprar. Su tienda virtual ofrece 11 opciones, con precios que van desde 10 $ a 10 000 $; La opción de pre-ordenar de los 10.000 $ "General del Ejército" para fanes incluía bonificaciones tales como:
- Alex DeLeon y Alex Marshall escribirían una canción en su honor, que se realiza a continuación y se registraría.
- Un iPod Touch con el catálogo de The Cab en él, y algunas de las canciones favoritas de los miembros del grupo.
- Estar en la lista de invitados vitalicia en todas sus apariciones;
- Una guitarra autografiada.

El álbum está disponible en formato digital en iTunes. Tras su lanzamiento entró en el top 10 de iTunes de álbumes de Estados Unidos. Se estrenó en el Billboard 200 estadounidense, ocupando el puesto número 62.

## Promoción del álbum
En apoyo de Symphony Soldier la banda estuvo de gira como cabeza de cartel y con simpatizantes, así como promocionarlo en shows de patrocinadores en la radio. Entre eso, actuaron como teloneros para All Time Low, para Simple Plan en fall tour de 2011, para Avril Lavigne en una gira de conciertos en Canadá y para Maroon 5, durante su gira por Asia y el Pacífico en 2012.

## Canciones
| N.º | Título                    | Duración |  |
| 1.  | «Angel with a Shotgun»    | 3:43     |  |
| 2.  | «Temporary Bliss»         | 3:45     |  |
| 3.  | «Bad»                     | 3:21     |  |
| 4.  | «Endlessly»               | 3:58     |  |
| 5.  | «Animal»                  | 3:51     |  |
| 6.  | «Intoxicated»             | 4:09     |  |
| 7.  | «La La»                   | 3:26     |  |
| 8.  | «Her Love Is My Religion» | 3:48     |  |
| 9.  | «Another Me»              | 3:25     |  |
| 10. | «Grow Up and Be Kids»     | 3:10     |  |
| 11. | «Lovesick Fool»           | 4:17     |  |
| 12. | «Living Louder»           | 4:43     |  |

## Personal involucrado

### Grupo (The Cab)
- Alexander DeLeon – Líder y vocalista del grupo
- Alex Marshall – Piano y guitarra
- Joey Thunder – Bajo

### Personal adicional
| - John Feldmann – Productor, coescribió "Grow Up and Be Kids" - Ian Crawford – Guitarra - Dean Butterworth – Batería - Devin Bronson – Guitarra en "Angel with a Shotgun" - Brandon Paddock – Guitarra, Bajo, programador adicional - Pete Wentz – coescribió "Grow Up and Be Kids" | - Bruno Mars – coescribió "Endlessly" - Adam Levine y Jesse Carmichael – coescribieron "Animal" - Evan Taubenfeld – coescribió "Angel with a Shotgun" - The Messengers – coescribió "Temporary Bliss" - Martin Johnson y Boys Like Girls - coescribieron una producción adicional de "Bad" |